# Castell de Morioka
El castell Morioka (盛岡城, Morioka-jō) és un castell japonès localitzat a Morioka, a la Prefectura d'Iwate, el Japó. Va ser la residència del clan Nanbu. Al dia d'avui a les ruïnes del castell Morioka són conegudes com a Parc Iwate (岩手公园, Iwate Koen).

## Història
El castell Morioka va ser construït en una muntanya de granit, a la part central de Morioka. El riu kitakami a l'oest i el riu Nakatsu al sud-est funcionen com fossats naturals.
Com un acte de respecte per al shogunat, el castell no comptava amb un castell central, el qual va ser substituït per una torre de tres pisos d'alçada.
El castell va ser la residència del clan Nanbu i el centre del han Morioka durant el període Edo. Va ser controlat pels Nanbu fins a la guerra Boshin, quan el govern els reassignà al castell Shioishi, el qual formava part del Domini Sendai.
La fortificació comptava amb murs construïts en granit blanc. El castell va ser desmantellat durant el període Meiji i l'única edificació que es manté fins als nostres dies és un magatzem que es trobaven l'interior del castell a més d'una porta la qual no se sap del cert si pertanyia al castell o un temple zen.